# Bogatnik
Bogatnik – wieś w Chorwacji, w żupanii zadarskiej, w mieście Obrovac. W 2011 roku liczyła 131 mieszkańców.